# パラウアミン
パラウアミン (Palau’amine、パラオアミン) は、南西太平洋に生息する海綿動物の一種Stylotella agminataが生産する天然毒性アルカロイドである。海綿が発見された海域の近くに位置するパラオ共和国 (Palau) から命名された。
本化合物は1993年に初めて単離され、記述された。9つの窒素原子を含み、シクロペンタンのトランス結合を中心に、非常に複雑な構造を有している。正確な化学構造は2007年にようやく突き止められ、その2年後にカリフォルニア州ラホヤにあるスクリプス研究所のフィル・バラン率いるチームによって全合成された。2015年には北海道大学と徳島大学の合同チームにより二番目の全合成が報告された。

## 生合成
この二量体ピロール-イミダゾールアルカロイドへの経路は、アゲリフェリン骨格をもたらすカスケード環化反応を開始するMn(OAc)3によるβ-ケトエステルの鍵酸化を含んでいるとの仮説が立てられている。